# قرار مجلس الأمن التابع للأمم المتحدة رقم 1427
قرار مجلس الأمن التابع للأمم المتحدة رقم 1427، الذي اتخذ بالإجماع في 29 تموز / يوليو 2002، بعد إعادة تأكيد جميع القرارات بشأن أبخازيا وجورجيا، ولا سيما القرار 1393 (2002)، مدد المجلس ولاية بعثة مراقبي الأمم المتحدة في جورجيا حتى 31 كانون الثاني / يناير 2003.

## القرار

### أعمال
ورحب مجلس الأمن بالجهود السياسية لحل الوضع، ولا سيما «المبادئ الأساسية لتوزيع الاختصاصات بين تبليسي وسوخومي» لتيسير المفاوضات بين جورجيا وأبخازيا. وأعرب عن أسفه لرفض أبخازيا النظر في تفاصيل الوثيقة ودعا الجانبين إلى التغلب على عدم الثقة المتبادل بينهما. وقد تم إدانة جميع انتهاكات اتفاق عام 1994 بشأن وقف إطلاق النار وفصل القوات. ورحب المجلس أيضا بتخفيف التوترات في وادي كودوري وتوقيع الطرفين على بروتوكول في 2 نيسان / أبريل 2002. وتم التنبية إلى مخاوف بشأن السكان المدنيين وطُلب من الجانب الجورجي ضمان سلامة قوات البعثة ورابطة الدول المستقلة في الوادي.
وحث القرار الطرفين على تنشيط عملية السلام، ودعا إلى إحراز تقدم عاجل بشأن القضايا المتعلقة باللاجئين والمشردين داخليا، وأكد مجددا عدم قبول التغييرات الديمغرافية الناتجة عن الصراع. وتم حث كل من جورجيا وأبخازيا على تنفيذ التوصيات الصادرة عن بعثة تقييم مشتركة إلى منطقة غالي، مع دعوة أبخازيا على وجه الخصوص إلى تحسين إنفاذ القانون ومعالجة النقص في تعليم الجورجيين الأصليين بلغتهم الأولى وضمان سلامة اللاجئين العائدين.
ودعا المجلس الطرفين مرة أخرى إلى اتخاذ تدابير لتحديد المسؤولين عن إسقاط طائرة هليكوبتر تابعة للبعثة في تشرين الأول / أكتوبر 2001. كما طُلب من كلا الطرفين أن ينفصلوا عن الخطاب العسكري والجماعات المسلحة غير القانونية. وأخيراً، دُعي الأمين العام كوفي عنان إلى إبقاء المجلس على علم بانتظام بالتطورات وتقديم تقرير في غضون ثلاثة أشهر عن الحالة.

## روابط خارجية
- نص القرار في undocs.org